# Зоткин, Алексей Александрович
Алексей Александрович Зоткин (род. 5 февраля 1982, Магнитогорск, Челябинская область) — российский хоккеист, нападающий. Мастер спорта России.

## Биография
Воспитанник магнитогорского «Металлурга» (тренер Андрей Мищенко). В сезоне 1997/98 дебютировал во второй команде. В сезоне 1999/2000 сыграл первую — и единственную в сезоне — игру в Суперлиге. В 2004 году перешёл в клуб высшей лиги «Амур» Хабаровск, затем выступал за «Торпедо» Нижний Новгород (2006/07), «Авангард» Омск (2006), «Сокол» Киев (2007/08, высшая лига России), «Югра» Ханты-Мансийск (2008/09), «Мечел» Челябинск, «Сарыарка» Караганда (чемпионат Казахстана), «Дизель» Пенза (все — 2009/10), «Титан» Клин (2010/11).
На драфте НХЛ 2001 года был выбран в 4-м раунде под общим 119-м номером клубом «Чикаго Блэкхокс».
Чемпион России 2001, автор «золотого гола».
Завершил профессиональную карьеру из-за проблем со здоровьем (микроинсульт). Играет за ветеранов и любителей.
Старший брат Сергей также хоккеист.